# استفانو یانی
 استفانو یانی (انگلیسی: Stefano Ianni؛ زادهٔ ۳۱ ژانویهٔ ۱۹۸۱) یک تنیس‌باز اهل ایتالیا است. 